# Liste bedeutender Chemiker (chronologisch)
Diese Liste bedeutender Chemiker stellt eine Auswahl von Menschen dar, die am Gebiet der Chemie bedeutende Entdeckungen oder Entwicklungen gemacht haben. Viele Entdecker (beispielsweise am Gebiet der Färberei oder Metallurgie) blieben allerdings unbekannt. Diese Auflistung von in Wikipedia vermerkten Chemikern kann auch nicht komplett sein. Hilf mit, sie zu erweitern!
Diese Liste ist nach Geburtsdatum geordnet und enthält Stichworte zum Wirken am Gebiet der Chemie.
| Inhaltsverzeichnis Bis 1750 • 1751–1775 • 1776–1800 • 1801–1825 • 1826–1850 • 1851–1875 • 1876–1900 • Ab 1901 |

## Bis 1750
- Tapputi, 12. Jahrhundert v. Chr., erste Chemikerin der Welt
- Leukipp, im 5. Jahrhundert v. Chr., Idee vom atomistischen Aufbau der Materie
- Demokrit, 460–371 v. Chr., Begründer des Atomismus
- Maria die Jüdin, zwischen dem 1. und 3. Jahrhundert, Begründerin der Alchemie, Erfinderin des Aschenbades
- Zosimos aus Panopolis, ca. 350–ca. 420, Metallauflösung durch Schwefelsäure, Sauerstofffreisetzung aus rotem Quecksilberoxid
- Dschābir ibn Hayyān, (Geber) um 721 bis ca. 815, Vater der Chemie
- Albertus Magnus, um 1200–1280, 'De Rebus Metallicis et de Mineralibus'
- Arnaldus de Villanova, 1235–1311, Erfinder der Vin Doux Naturel, Lackmus als Indikator, Mazeration
- Georgius Agricola, 1490–1555, Schriften über Mineralogie, Bergbau und Verhüttung
- Theophrast von Hohenheim, 1493–1541 (bekannt als Paracelsus), Arzt und Chemiker; Chemikalien als Medizin (Iatrochemie)
- Leonhard Thurneysser, 1531–1596, Alchimist, chemische Harnanalyse durch Destillation[1]
- Johan Baptista van Helmont, 1580–1644, Arzt und Chemiker
- Johann Rudolph Glauber, etwa 1604–1670, Heilwirkung/technische Herstellung von Glaubersalz
- Otto Tachenius, 1610–1680, Iatrochemiker, Apotheker und Arzt
- Robert Boyle, 1627–1692, Mitbegründer des modernen Elementbegriffs
- Hennig Brand, um 1630–1692, Entdeckung des Phosphors
- Johann Joachim Becher, 1635–1682, Vorarbeiten zur Phlogiston-Theorie
- Georg Ernst Stahl, 1659–1734, Phlogiston-Theorie,
- Johann Friedrich Böttger, 1682–1719, Alchemist, Porzellanherstellung
- Georg Brandt, 1694–1768, Entdeckung des Cobalts
- Joseph Black, 1728–1799, Entdecker des Kohlenstoffdioxids und des Elements Magnesium
- Henry Cavendish, 1731–1810, Entdeckung des Wasserstoffs, Luftzusammensetzung
- Joseph Priestley, 1733–1804, Sauerstoffentdeckung
- Carl Wilhelm Scheele, 1742–1786, Untersuchung der Verbrennung, Entdeckung von Sauerstoff, Chlor, Molybdän, Wolfram
- Nicolas Leblanc, 1742–1806, Herstellung von Soda, mittels des von ihm entwickelten Leblanc-Verfahrens
- Martin Heinrich Klaproth, 1743–1817, Entdeckung von Cer, Uran und Zirconium als Zirconiumdioxid
- Antoine Laurent de Lavoisier, 1743–1794, Deutung der Verbrennung als Sauerstoffaufnahme
- Claude Louis Berthollet, 1748–1822, Bleichwirkung des Chlors
- Daniel Rutherford, 1749–1819, Entdecker des Stickstoffs

## 1751–1775
- Joseph-Louis Proust, 1754–1826, Gesetz der konstanten Proportionen, Beginn der Stöchiometrie
- Marie Lavoisier, 1758–1836, Memoires de Chimie
- Johan Gadolin, 1760–1852, seltene Erden, Gadolinium
- Smithson Tennant, 1761–1815, Entdeckung von Osmium und Iridium
- Louis-Nicolas Vauquelin, 1763–1829, Entdeckung von Chrom, Beryllium, Osmium und Asparagin
- John Dalton, 1766–1844, moderne Atomtheorie, erste Tabelle mit relativen Atommassen
- William Hyde Wollaston, 1766–1828, Entdeckung von Palladium und Rhodium, räumliche Atomanordnung, Cystein
- Wolfgang Caspar Fikentscher, 1770–1837, gründete die Chemische Fabrik Marktredwitz, die erste Chemiefabrik Deutschlands

## 1776–1800
- Amedeo Avogadro, 1776–1856, Avogadros Gasgesetz
- Joseph Louis Gay-Lussac, 1778–1850, Pipette, Bürette, Titration; Gasgesetz, Lackmuspapier, Isolierung von Bor
- Sir Humphry Davy, 1778–1829, Entdeckung von Natrium, Kalium, Calcium, Strontium, Barium und Magnesium
- Jöns Jacob Berzelius, 1779–1848, Entdeckung von Zirconium, Titan, Silicium, Selen, Thorium, Cer; Formelschreibweise
- Johann Wolfgang Döbereiner, 1780–1849, Katalyse durch Platin, Triadenregel
- Joseph von Fraunhofer, 1787–1826, Untersuchung des Sonnenspektrums
- Nils Gabriel Sefström, 1787–1845, Entdeckung von Vanadium
- John Mercer, 1791–1866, Entdeckung der Merzerisation
- Michael Faraday, 1791–1867, Entdeckung von Benzol und Butylen, Ladung bei der Elektrolyse
- Johan August Arfwedson, 1792–1841, Entdeckung von Lithium
- Eilhard Mitscherlich, 1794–1863, Summenformel des Benzols
- Friedlieb Ferdinand Runge, 1795–1867, Papierchromatographie; Anilin, Coffein
- Carl Gustav Mosander, 1797–1858, seltene Erden, Erbium, Lanthan, Terbium
- Edward Turner, 1798–1837, verbreitete die Idee, dass Atomgewichte keine Vielfachen des Wasserstoff-Atomgewichts seien
- Christian Friedrich Schönbein, 1799–1868, Ozon, Schießbaumwolle
- Charles Goodyear, 1800–1869, Erfinder der Vulkanisation
- Friedrich Wöhler, 1800–1882, Beginn der synthetischen organischen Chemie mit der Harnstoffsynthese

## 1801–1825
- Justus von Liebig, 1803–1873, Mineraldünger, Chloroform, Backpulver, Silberspiegelreaktion
- Thomas Graham, 1805–1869, Kolloidchemie
- Auguste Laurent, 1807–1853, organische Synthesen, Anthracen, Kerntheorie
- Robert Wilhelm Bunsen, 1811–1899, Bunsenbrenner, Spektralanalyse
- Jean Servais Stas, 1813–1891, Atomgewicht von Kohlenstoff
- Franz Leopold Sonnenschein, 1817–1879, analytische und forensische Chemie
- Charles Adolphe Wurtz, 1817–1884, Wurtz-Fittig-Synthese, Synthese von Ethylamin, Entdeckung des Glycol und Phosphoroxychlorid
- Carl Remigius Fresenius, 1818–1897, Zeitschrift für Analytische Chemie
- Adolph Wilhelm Hermann Kolbe, 1818–1884, Synthese der Essigsäure aus anorganischen Substanzen
- August W. von Hofmann, 1818–1892, Hofmann-Regel für Eliminierung
- Johann Josef Loschmidt, 1821–1895, Loschmidt-Zahl, Benzolstruktur, Zusammensetzung des Ozons
- Louis Pasteur, 1822–1895, erste Racematspaltung
- Adolph Strecker, 1822–1871, Strecker-Synthese
- Gustav Robert Kirchhoff, 1824–1887, Spektralanalyse, Entdeckung von Caesium und Rubidium
- Emil Erlenmeyer, 1825–1909, Strukturtheorie, Strukturformeln, Erlenmeyerkolben

## 1826–1850
- Aleksandr Michajlowitsch Butlerow, 1828–1886, Strukturformel, Zuckersynthese
- Joseph Wilson Swan, 1828–1914, Kunstfaserherstellung: Nitrocellulose wird durch eine Spinndüse gepresst, Fotografie: Trockenmethode durch Bromidpapier
- August Friedrich Kekulé von Stradonitz, 1829–1896, Benzolstruktur, Darstellung von Bindungen als Striche
- Lothar Meyer, 1830–1895, erstes Periodensystem
- Hans Heinrich Landolt, 1831–1910, Lumineszenz von Gasen, Physikalische Chemie, Atomgewicht, Herausgeber des Landolt-Börnstein
- Charles Friedel, 1832–1899, Friedel-Crafts-Reaktion
- Alfred Nobel, 1833–1896, Dynamit, Nobelpreisstiftung
- Peter Waage, 1833–1900, Massenwirkungsgesetz
- Sir Henry Enfield Roscoe, 1833–1915, Entdeckung von Vanadium
- Hugo Schiff, 1834–1915, Schiffsche Probe, Biuretreaktion
- Dmitri Iwanowitsch Mendelejew, 1834–1907, erstes Periodensystem
- Carl Schorlemmer, 1834–1902, Grundlagen in der Organischen Chemie, Erforschung der Kohlenwasserstoffe
- Adolf von Baeyer, 1835–1917, Chemische Bindung, Synthese von Farbstoffen
- Rudolph Fittig, 1835–1910, Synthese der Methacrylsäure und aus Aceton das Pinakol; Erklärung der Struktur von Benzochinon, Wurtz-Fittig-Synthese
- Johannes Diderik van der Waals, 1837–1923, Gasgleichung
- Clemens Alexander Winkler, 1838–1904, Entdeckung von Indium und Germanium
- Friedrich Konrad Beilstein, 1838–1906, Herausgeber von Beilsteins Handbuch der Organischen Chemie
- William Henry Perkin, 1838–1907, erste Farbstoffsynthese
- Paul Émile Lecoq de Boisbaudran, 1838–1912, Entdeckung von Gallium, Samarium, Dysprosium
- Wladimir Wassiljewitsch Markownikow, 1838–1904, Regioselektivität bei der Addition
- Ernest Solvay, 1838–1922, Solvay-Verfahren
- James Mason Crafts, 1839–1917, Friedel-Crafts-Reaktion
- Georges Leclanché, 1839–1882, Zink-Braunstein-Zelle (Leclanché-Element)
- Sir James Dewar, 1842–1923, Tieftemperaturexperimente, Dewar-Isolierflasche
- Carl Engler, 1842–1925, Indigo-Forschung, Begründer der Erdölchemie, Engler-Viscosimeter
- Ellen Swallow Richards, 1842–1911, eine der Begründerinnen der Ökologie („Umwelthygiene“)
- Joseph König, 1843–1930, Begründer der deutschen Lebensmittelchemie
- Ludwig Boltzmann, 1844–1906, Häufigkeitsverteilung der kinetischen Energie
- Ernst Schmidt, 1845–1921, 1888 Entdeckung des Scopolamins, 1917 Synthese des Ephedrins
- Carl Josef Bayer, 1847–1904, Bayer-Verfahren zur Aluminiumgewinnung
- Otto Wallach, 1847–1931, Terpene
- Victor Meyer, 1848–1897, Molmassebestimmung
- Georg Krause, 1849–1927, Begründer der „Chemiker-Zeitung“
- Johan Kjeldahl, 1849–1900, Entwicklung einer Methode zur Bestimmung von Proteinen
- Henry Le Chatelier, 1850–1936, Entdeckung vom Prinzip des kleinsten Zwangs (Prinzip von Le Chatelier)

## 1851–1875
- Walther Hempel, 1851–1916, technische Gasanalyse
- Hermann Frasch, 1851–1914, Frasch-Verfahren zur Schwefelgewinnung
- Jacobus Henricus van ’t Hoff, 1852–1911, Chiralität des Kohlenstoffatoms, Druck- und Temperaturabhängigkeiten von Reaktionen
- Richard Anschütz, 1852–1937, Synthese von Anthracen
- Emil Fischer, 1852–1919, Chemie und Konstitution der Kohlenhydrate, Fischer-Projektion, Zucker- und Purinsynthese, NP 1902
- Ferdinand Frédéric Henri Moissan, 1852–1907, Element Fluor, Moissan-Ofen, NP 1906
- Sir William Ramsay, 1852–1916, Entdeckung von Helium, Neon, Krypton, Xenon und Argon
- Ernst Otto Beckmann, 1853–1923, Umlagerungen, Beckmann-Thermometer
- Wilhelm Ostwald, 1853–1932, Salpetersäureherstellung aus Ammoniak, NP 1909
- Rudolf Leuckart, 1854–1889, Leuckart-Wallach-Reaktion
- Carl Auer von Welsbach, 1858–1929, entdeckte Neodym, Praseodym, Ytterbium und Lutetium, industrielle Verwertung der seltenen Erden (Glühstrumpf, „Feuerstein“)
- Amé Pictet, 1857–1937, Synthese von Phenanthridin (1889), Nikotin (1895), Laudanosin und Papaverin (1909), Saccharose (1928)
- Pierre Curie, 1859–1906, Entdeckung von Radium und Polonium, NP 1903
- Svante Arrhenius, 1859–1927, elektrolytische Dissoziation, Säurebegriff
- Julius Tafel, 1862–1918, Entwickler der nach ihm benannten Tafel-Gleichung der elektrochemischen Kinetik
- Leo Hendrik Baekeland, 1863–1944, Erfinder des Bakelit
- Walther Nernst, 1864–1941, Thermodynamik, NP 1920
- Oskar Dressel, 1865–1941, Entdecker des Medikaments Germanin
- Emil Knoevenagel 1865–1921, Synthesen von Cyclohexan-, Benzol- und Pyridinderivaten aus Diketonen
- Richard Adolf Zsigmondy, 1865–1929, Kolloidchemie, NP 1925
- Heinrich Biltz 1865–1943, Nachweis des oxidativen Abbaus von Harnsäure mit unterschiedlichen Oxidationsmitteln
- Roland Scholl, 1865–1945, Küpenfarbstoffe, Polyaromatische Kohlenwasserstoffe
- Marie Curie, 1867–1934, Entdeckung von Radium und Polonium, NP 1903 und NP 1911
- Georg Bredig, 1868–1944, Katalyse
- Fritz Haber, 1868–1934, Ammoniaksynthese, NP 1919, Ehemann von Clara Immerwahr
- Søren Sørensen, 1868–1939, pH-Begriff
- Fritz Pregl, 1869–1930, Mikroanalyse organischer Substanzen, NP 1923
- Max Bodenstein, 1871–1942, Begründer der Kinetik
- Francois Auguste Victor Grignard, 1871–1935, Magnesiumorganyle, NP 1912
- Sir Ernest Rutherford, 1871–1937, Atommodell, NP 1908
- Morris William Travers, 1872–1961, Entdeckung von Neon, Krypton, Xenon
- Georges Urbain, 1872–1938, Entdeckung von Ytterbium und Lutetium
- Carl Bosch, 1874–1940, technische Ammoniaksynthese, Hochdruckverfahren, NP 1931
- Gilbert Newton Lewis, 1875–1946, Theorie der kovalenten Bindung (Oktettregel)

## 1876–1900
- Otto Diels, 1876–1954, Diensynthese, NP 1950
- Alfred Stock, 1876–1946, Borhydride, Silane, Quecksilber
- Adolf Windaus, 1876–1959, Sterine, Vitamine
- Francis William Aston, 1877–1945, Massenspektrometrie, NP 1922
- Wilhelm Biltz, 1877–1943, Kolloidchemie; thermische, kalorische und röntgenografische Analysenmethoden
- Carl Mannich, 1877–1947, Erfinder der Mannich-Reaktion
- Frederick Soddy, 1877–1956, Isotopie
- Lise Meitner, 1878–1968, Protactinium, erste physikalische Deutung der Kernspaltung zusammen mit Otto Robert Frisch
- Otto Hahn, 1879–1968, Pionier der Radiochemie, Begründer der Kernchemie, Entdecker von Protactinium, Kernisomerie und Kernspaltung des Uranatoms, NP 1944
- Johannes Nicolaus Brønsted, 1879–1947, Protonen-Theorie (Brønsted-Lowry-Konzept) über Säuren und Basen
- Anne Shymer, 1879–1915, Entdeckung eines Bleichmittels für Textilien
- Hans Fischer, 1881–1945, Hämin und Chlorophyll
- Irving Langmuir, 1881–1957, Langmuir-Fackel, Wolfram-Glühlampe, NP 1932
- Hermann Staudinger, 1881–1965, Polymere, NP 1953
- Friedrich Bergius, 1884–1949, Technische Verfahren zur Kohlehydrierung und Holzverzuckerung
- Barend Coenraad Petrus Jansen, 1884–1962, Erstmalige isolierung des Vitamins B1
- Theodor Svedberg, 1884–1971, Kolloidchemie, NP 1926
- Peter Josephus Wilhelmus Debye, 1884–1966, molekulare Dipolmomente
- Niels Bohr, 1885–1962, Atommodell
- James Riddik Partington, 1886–1965, Chemiehistoriker
- Henry Moseley, 1887–1915, Methode zur eindeutigen Bestimmung der Ordnungszahl eines Elementes
- Leopold Ružička, 1887–1976, Synthese von Aromastoffen, NP 1939
- Walter Kossel, 1888–1956, Theorie der ionischen Bindung (Oktettregel)
- Paul Karrer, 1889–1971, Strukturaufklärung von Carotinoiden, Flavinen sowie der Vitamine A1, B2 und E
- William Justin Kroll, 1889–1973, technische Titanherstellung
- Walter Fuchs, 1891–1957, Erforscher der Kohlenentstehung
- Harold C. Urey, 1893–1981, Isotopenchemie, Entstehung Leben, Nobelpreis
- Sir Christopher Kelk Ingold, 1893–1970, Nomenklatur: R/S-Benennung von Enantiomeren
- Alexander Pawlowitsch Winogradow, 1895–1975, Erdalterbestimmung
- Ida Tacke, 1896–1978, Entdeckung des Rheniums
- Erich Hückel, 1896–1980, Hückel-Regel
- Irène Joliot-Curie, 1897–1956, Entdeckung der künstlichen Radioaktivität, NP 1935
- Georg Wittig, 1897–1987, Olefinsynthese mit Phosphoryliden, NP 1979
- Karl Ziegler, 1898–1973, katalytische Polymerisation
- Erika Cremer, 1900–1996, Entwicklung der Gaschromatographie

## Ab 1901
- Linus Carl Pauling, 1901–1994, chemische Bindung, Hybridorbitale, NP 1954
- Kurt Alder, 1902–1958, Diensynthese, NP 1950
- Bernd Eistert, 1902–1978, Kettenverlängerungsreaktion der Carbonsäuren
- Fritz Straßmann, 1902–1980, Kernspaltung, zusammen mit Otto Hahn,  Lise Meitner und Otto Frisch
- Giulio Natta, 1903–1979, katalytische Polymerisation, NP 1963
- Adolf Butenandt, 1903–1995, Isolierung und Strukturbestimmung der Sexualhormone
- Richard Müller, 1903–1999, Müller-Rochow-Synthese von Silanen
- Gerhard Schrader, 1903–1990, organische Phosphorsäureester, Insektizide wie Parathion, chemische Kampfstoffe wie Tabun und Sarin
- Albert Hofmann, 1906–2008, Entdeckung des LSD
- Willard Frank Libby, 1906–1980, Radiokohlenstoffdatierung, NP 1960
- Vladimir Prelog, 1906–1998, Stereochemie von organischen Molekülen
- Dorothy Crowfoot Hodgkin, 1910–1994, Strukturanalysen
- Herbert C. Brown, 1912–2004, Hydroborierung, Organoborane, NP 1979
- Glenn T. Seaborg, 1912–1999, Plutonium und andere Transurane
- Wilhelm Nils Fresenius, 1913–2004, „Vater“ der deutschen analytischen Chemie
- Francis Harry Compton Crick, 1916–2004, Entdecker der Molekularstruktur der DNA
- Helmut Zahn,  1916–2004, Proteinchemie, erste Synthese von Insulin
- Robert B. Woodward, 1917–1979, organische Synthese: Cholesterin, Strychnin, Chlorophyll, Vitamin B12, NP 1965
- Ernst Otto Fischer, 1918–2007, Organometallverbindungen, Sandwichverbindungen, NP 1973
- Wolfgang Walter, 1919–2005, „Lehrbuch der Organischen Chemie“
- Robert Ghormley Parr, 1921–2017, Molekülorbitalberechnungen
- Gilbert Stork, 1921–2017, Totalsynthese von Chinin
- Robert Bruce Merrifield, 1921–2006, Festphasensynthese
- Rudolph Pariser, * 1923, Molekularorbitalberechnungen
- Ulrich Wannagat, 1923–2003, Siliciumorganische Chemie
- John Anthony Pople, 1925–2004, Molekularorbitalberechnungen, Ab-initio-Berechnungsmethoden, Gaussian-Programm
- Manfred Eigen, 1927–2019, Untersuchung extrem schnell ablaufender Reaktionen, NP 1967
- George A. Olah, 1927–2017, Carbokationen, NP 1994
- Ivar Ugi, 1930–2005, Multikomponentenreaktionen, Kombinatorische Chemie
- Harald Günther, * 1935, Strukturaufklärung mittels NMR
- Gerhard Ertl, * 1936, Vater der modernen Oberflächenchemie, NP 2007

| Inhaltsverzeichnis Bis 1750 • 1751–1775 • 1776–1800 • 1801–1825 • 1826–1850 • 1851–1875 • 1876–1900 • Ab 1901 |